# Hieron I av Syrakusa

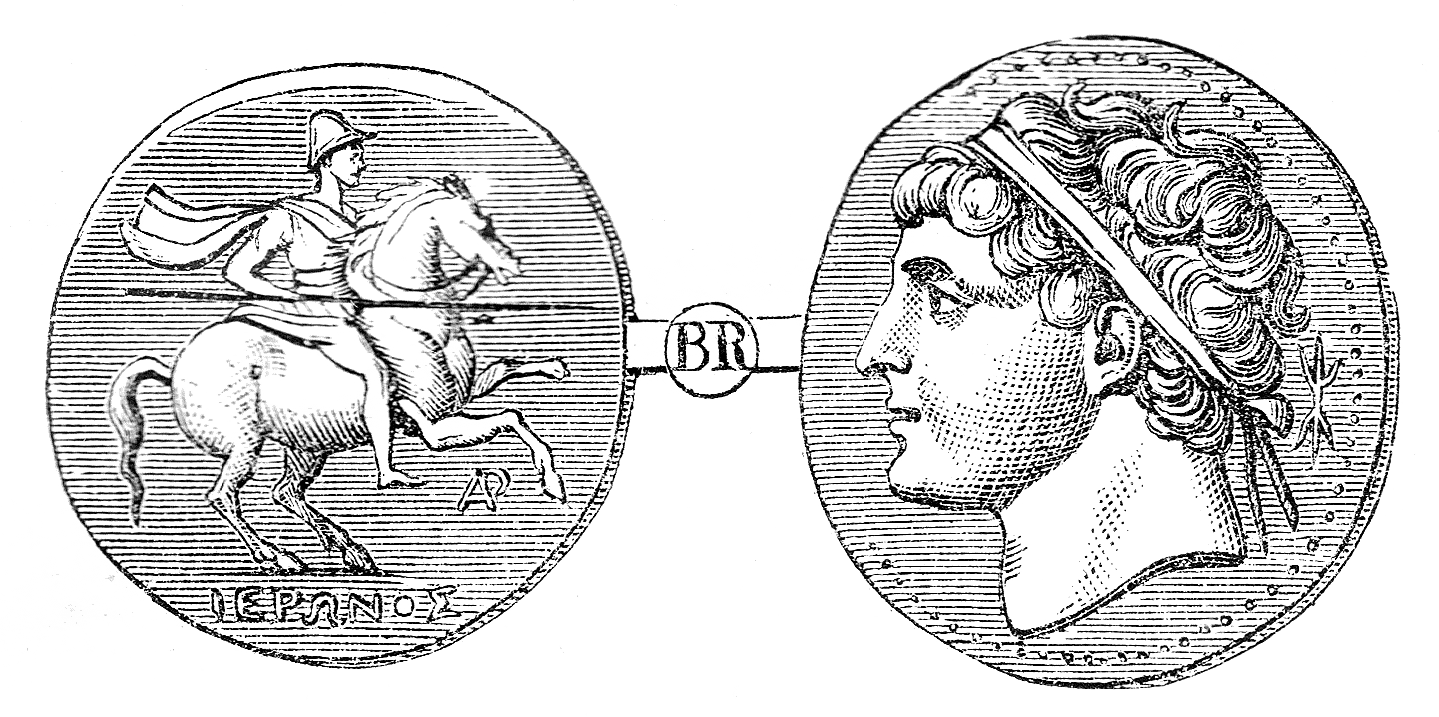
Hieron I, från en mynt från Syrakusa.

Hieron I var bror till Gelon och tyrann av Syrakusa från 478 till 467 f.Kr. Då han efterträdde Gelon konspirerade han mot den tredje brodern Polyzelos. Under sitt styre ökade han kraftigt Syrakusas makt. Han fördrev invånarna i Naxos och Catana till Leontini, befolkade Catana (som han döpte om till Aitna) med dorer, slöt ett avtal med Akragas (Agrigentum) och tog ställning för lokrierna mot Rhegiums tyrann Anaxilas.
Han viktigaste insats var att besegra etruskerna i slaget vid Cumae (474 f.Kr.), genom vilket han räddade grekerna i Kampanien från etruskisk dominans. En bronshjälm (nu förvarad på British Museum), med en inskription, som minner om händelsen, dedicerades till Olympia. Trots att han var despotisk i sitt styre var Hieron en liberal beskyddare av litteratur och kultur och är känd från Pindaros verk för att ha vunnit ett hästvagnslopp vid thebiska Iolaia. Han prisades också (tillsammans med sin häst Ferenikos) av Bacchylides i dennes femte ode. Han var entusiastiskt pederastisk och sökte andra pederastiskt intellektuellas sällskap, genom att bjuda in dem till sitt hov. En av hans eromenosar hette Dailochos. Denne dog vid Catana 467 f.Kr. I Machiavellis Fursten citeras Hieron som en exceptionellt dygdig man och ett ovanligt exempel på någon, som har nått prinstiteln från privatlivet.